# Santiago-Pontones
Santiago-Pontones es un municipio español situado en la parte suroriental de la comarca de Sierra de Segura, en la provincia de Jaén. Limita con los municipios jienenses de Segura de la Sierra, Benatae, Hornos, Villanueva del Arzobispo, Iznatoraf, Villacarrillo, Santo Tomé, La Iruela y Cazorla; con los granadinos de Castril y Huéscar; y con los albaceteños de Nerpio y Yeste. En su término nace el río Segura y también discurren el Borosa, Madera, Aguamulas y Zumeta.
Tiene una población de 2701 habitantes (INE 2024).
Se creó en 1975 por la unión de los municipios de Pontones y Santiago de la Espada.

## Geografía

### Situación
Situado en el nordeste de la provincia, limita al este con la provincia de Albacete y al sur con la de Granada, así como con una decena de municipios jiennenses. Su término municipal, de casi 700 km², es el segundo por extensión de la provincia (por detrás de Andújar) y está formado por la unión de 27 núcleos de población, siendo los principales Santiago de la Espada y Pontones, que hasta 1975 eran municipios independientes y que por su importancia dieron nombre al nuevo municipio formado tras la fusión de ambos. Además, dentro del término municipal se encuentra el enclave de Cabeza de la Viña, dependiente del municipio de Hornos.
Su orografía escarpada difiere con la del resto de la provincia, ocupando el olivar una extensión prácticamente nula. Por su altitud, también posee un clima muy diferenciado (claramente un clima de montaña) con respecto al de otros municipios jiennenses, siendo mucho más frío en todas las épocas del año y uno de los pocos municipios de Jaén donde las nevadas no son un acontecimiento extraordinario.
El municipio se encuentra enclavado en la Sierra de Segura, estando la totalidad de su término municipal dentro del parque natural de las Sierras de Cazorla, Segura y las Villas. En el paraje de Fuente Segura, nace el río Segura, aunque también pasan por él otros ríos como el Borosa, Madera, Aguamulas y Zumeta.

### Orografía
Red geodésica
| Punto geodésico | Altitud  | Número | Hoja MTN | Coordenadas                      |
| --------------- | -------- | ------ | -------- | -------------------------------- |
| Almorchón       | 1914,086 | 90866  | 908      | 38°06′N 02°33′O / 38.100, -2.550 |
| Las Banderillas | 1993,268 | 90820  | 908      | 38°01′N 2°47′O / 38.017, -2.783  |
| Bermeja         | 1677,311 | 88800  | 888      | 38°06′N 02°33′O / 38.100, -2.550 |
| Cobos           | 1796,435 | 88793  | 887      | 38°06′N 02°33′O / 38.100, -2.550 |
| Las Palomas     | 1963,960 | 90842  | 908      | 38°06′N 02°33′O / 38.100, -2.550 |
| Los Puestos     | 1788,203 | 90888  | 908      | 38°06′N 02°33′O / 38.100, -2.550 |
| Piedra Dionisia | 1690,868 | 90879  | 908      | 38°06′N 02°33′O / 38.100, -2.550 |
| Tejuelo         | 1704,994 | 90871  | 908      | 38°06′N 02°33′O / 38.100, -2.550 |
| Tolaillo        | 1609,010 | 90836  | 908      | 38°06′N 02°33′O / 38.100, -2.550 |

## Geografía humana

### Núcleos de población
| Núcleos de población                     | Habitantes | Mujeres | Hombres | Distancia (km) |
| ---------------------------------------- | ---------- | ------- | ------- | -------------- |
| Santiago de la Espada (Núcleo principal) | 1399       | 717     | 682     | 0 km           |
| La Agragea                               | 1          | 0       | 1       | 29 km.         |
| Los Anchos                               | 43         | 17      | 26      | 26 km          |
| Arroyo Venancia                          | 11         | 6       | 5       | 11 km          |
| El Artuñedo                              | 9          | 5       | 4       | 22 km          |
| La Ballestera                            | 14         | 4       | 10      | 25 km          |
| La Cabañuela                             | 1          | 0       | 1       | 78 km          |
| Las Canalejas                            | 1          | 0       | 1       | 31 km          |
| Casas de Carrasco                        | 18         | 9       | 9       | 20 km          |
| Casicas del río Segura                   | 16         | 7       | 9       | 18 km          |
| Los Centenares                           | 5          | 2       | 3       | 30 km          |
| El Cerezo                                | 132        | 66      | 66      | 10 km          |
| Coto Ríos                                | 295        | 145     | 150     | 84 km          |
| Fuente Segura                            | 42         | 20      | 22      | 20 km          |
| Los Goldines                             | 6          | 2       | 4       | 26 km          |
| Las Gorgollitas                          | 21         | 10      | 11      | 36 km          |
| Huelga de Utrera                         | 5          | 2       | 3       | 16 km          |
| Huerta del Manco                         | 156        | 71      | 85      | 3 km           |
| Loma de María Ángela                     | 96         | 48      | 48      | 86 km          |
| Marchena                                 | 128        | 59      | 69      | 20 km          |
| La Matea                                 | 368        | 163     | 205     | 5 km           |
| Miller                                   | 83         | 35      | 48      | 25 km          |
| Montalvo                                 | 15         | 7       | 8       | 25 km          |
| La Muela                                 | 52         | 23      | 29      | 23 km          |
| Las Nogueras                             | 69         | 42      | 27      | 4 km           |
| El Parralejo                             | 42         | 20      | 22      | 20 km          |
| El Patronato                             | 50         | 22      | 28      | 15 km          |
| Peguera del Madroño                      | 26         | 9       | 18      | 36 km          |
| Pontón Alto                              | 133        | 71      | 62      | 18 km          |
| Pontones                                 | 219        | 105     | 114     | 17 km          |
| Poyotello                                | 19         | 8       | 11      | 11 km          |
| Solana de Padilla                        | 0          | 0       | 0       | 65 km          |
| Los Teatinos                             | 152        | 72      | 80      | 6 km           |
| La Toba                                  | 22         | 10      | 12      | 16 km          |
| Tobos                                    | 34         | 15      | 19      | 10 km          |
| Vites                                    | 86         | 40      | 46      | 13 km          |

### Demografía
Cuenta con una población de 2701 habitantes (INE 2024).
| Gráfica de evolución demográfica de Santiago-Pontones entre 1981 y 2021 |
| |
| Población de derecho según los censos de población del INE. Población de hecho según los censos de población del INE.En 1975 aparece este municipio porque se fusionan los municipios Pontones y Santiago de la Espada. |

### Evolución demográfica
El área del actual municipio era mucho más poblada que en la actualidad, pero ha sufrido un brutal descenso en la segunda mitad del siglo XX.
En el primer censo oficial, en 1857, la población combinada de los municipios de Pontones y Santiago de la Espada era de 7285 habitantes; esa cifra se fue incrementado hasta los 8778 en el censo de 1900, y 12 977 en el censo de 1950, el valor máximo registrado.
Desde entonces la población viene disminuyendo rápidamente, pasando a estar por debajo de 10 000 habitantes en el censo de 1970, y de 5000 en el de 1991.
Actualmente es una de las zonas con menos densidad demográfica del país.

## Organización político-administrativa

### Elecciones municipales
| Elecciones municipales desde 1979                     |      |      |      |      |      |      |      |      |      |      |      |      |
|                                                       | 1979 | 1983 | 1987 | 1991 | 1995 | 1999 | 2003 | 2007 | 2011 | 2015 | 2019 | 2023 |
| JM+                                                   | -    | -    | -    | -    | -    | -    | -    | -    | -    | -    | -    | 4    |
| PSOE                                                  | 4    | 9    | 11   | 10   | 8    | 6    | 6    | 5    | 6    | 7    | 6    | 4    |
| AP/PP                                                 | -    | 4    | 2    | 3    | 4    | 5    | 5    | 4    | 4    | 2    | 1    | 3    |
| VOX                                                   | -    | -    | -    | -    | -    | -    | -    | -    | -    | -    | -    | 0    |
| PCE/IU                                                | -    | -    | 0    | -    | 0    | -    | -    | 1    | 1    | 1    | -    | -    |
| UP                                                    | -    | -    | -    | -    | -    | -    | -    | 1    | 0    | -    | -    | -    |
| C's                                                   | -    | -    | -    | -    | -    | -    | -    | -    | -    | 1    | -    | -    |
| CCD                                                   | -    | -    | -    | -    | -    | -    | -    | -    | 0    | -    | -    | -    |
| UCIN                                                  | -    | -    | -    | -    | -    | -    | -    | -    | -    | -    | 4    | -    |
| FADI                                                  | -    | -    | -    | -    | 1    | -    | -    | -    | -    | -    | -    | -    |
| UCD                                                   | 9    | -    | -    | -    | -    | -    | -    | -    | -    | -    | -    | -    |
| En negrilla el partido más votado                     |      |      |      |      |      |      |      |      |      |      |      |      |
| Fuente:Datos de las elecciones municipales desde 1979 |      |      |      |      |      |      |      |      |      |      |      |      |

### Alcaldía
| Periodo   | Nombre                                          | Partido |
| --------- | ----------------------------------------------- | ------- |
| 1979-1983 | Juan Gómez García 1982: Antonio Cózar Fernández |         |
| 1983-1987 | Luis Parra Parra                                |         |
| 1987-1991 | Luis Parra Parra                                |         |
| 1991-1995 | Luis Parra Parra                                |         |
| 1995-1999 | Luis Parra Parra                                |         |
| 1999-2003 | Luis Parra Parra                                |         |
| 2003-2007 | Pascual González Morcillo                       |         |
| 2007-2011 | Pascual González Morcillo                       |         |
| 2011-2015 | Pascual González Morcillo                       |         |
| 2015-2019 | Pascual González Morcillo                       |         |
| 2019-2023 | Pascual González Morcillo                       |         |
| 2023-act. | Antonio Rodríguez García                        | JM+     |

## Economía
Por el clima y la orografía, apenas un 3 % del territorio es tierra labrada, por lo que el peso de la agricultura en la economía municipal es claramente inferior al del resto de la provincia. Las principales actividades económicas son las ganaderas (especialmente de ganado bovino, contando con varias ganaderías de toros de lidia), las forestales, el turismo de interior, la caza y la pesca.

### Evolución de la deuda viva municipal
El concepto de deuda viva contempla sólo las deudas con cajas y bancos relativas a créditos financieros, valores de renta fija y préstamos o créditos transferidos a terceros, excluyéndose, por tanto, la deuda comercial.
| Gráfica de evolución de la deuda viva del Ayuntamiento de Santiago-Pontones entre 2008 y 2023                |
| |
| Deuda viva del Ayuntamiento de Santiago-Pontones, en miles de euros, según datos del Ministerio de Hacienda. |

## Símbolos
Escudo

Santiago de la Espada: En gules, una cruz de Santiago de gules. Bordura de diez piezas, que carga alternantes, en campo de gules, un castillo de oro, almenado de tres almenas, mazonado de sable y aclarado de azur; y en campo de plata, un león rampante de gules, coronado de oro, lampasado y armado de lo mismo.

Pontones: Medio partido y cortado: I: En azur, un pino de sinople, al natural. II: en oro, dos picolas de sable, puestas en aspa. III: En azur, una cordillera, al natural.

## Cultura

### Festejos
Santiago celebra sus fiestas del 15 al 20 de agosto en honor del Apóstol Santiago, cuya romería se celebra el día 25 de julio en Coto Ríos (pedanía del municipio), y a la Inmaculada Concepción, llenas de colorido, donde destacan los encierros de reses bravas, las exhibiciones de doma de cabestros, además de la romería ya nombrada que cada año trae mayor afluencia de personas al municipio.
Pontones festeja a la Virgen del Rosario, del 9 al 12 de agosto, celebrándose otras fiestas en muchas de sus aldeas, empezando en El Cerezo el 22 de mayo, y terminando en Marchena el 4 de septiembre.

### Gastronomía
La Cocina de Santiago-Pontones es principalmente la cocina de la Serranía, y que de manera indudable está marcada por el cerdo y sus diversos derivados, bien curado, embutido, etc, también muy importante la caza.
- El exquisito cordero segureño, autóctono de la zona.
- Migas de harina
- Migas de Pan
- Gachamiga
- Galianos
- Olla Frita
- Ajo de harina
- Ajo de Patatas
- Moje de Patatas
- Andrajos
- Ajopringue
- Ajoatao
- Caldo Valiente
- Potaje de habillas colorás
- Potaje de gurullos
- Pan Casero
- Tortas de Manteca
- Mistela